# Muscle interosseux palmaire
Les muscles interosseux palmaires sont quatre petits muscles intrinsèques de la main occupant la partie palmaire des espaces inter-métacarpiens.
Les trois derniers muscles interosseux palmaires sont des muscles unipennés.

## Premier muscle interosseux palmaire
Le premier muscle interosseux palmaire (ou muscle interosseux palmaire du pouce) est un muscle inconstant situé entre les premier et deuxième métacarpiens.

### Origine
Le premier muscle interosseux palmaire se fixe sur le trapèze et sur les bases des premier et deuxième métacarpiens.

### Trajet
Le premier muscle interosseux palmaire passe entre le premier muscle interosseux dorsal de la main et le chef oblique du muscle adducteur du pouce.

### Terminaison
Le premier muscle interosseux palmaire rejoint le tendon terminal du muscle adducteur du pouce au niveau de l'os sésamoïde médial de l'articulation métacarpo-phalangienne du pouce et se termine avec lui sur la base de la phalange proximale du pouce.

### Variation
Le premier muscle interosseux palmaire est présent chez plus de 80 % des individus et a été décrit pour la première fois par l'anatomiste allemand Friedrich Henle en 1858 . Sa présence a été vérifiée par de nombreux anatomistes depuis, mais d'autres ont omis de le mentionner ou l'ont considéré comme faisant partie soit du muscle adducteur du pouce, soit du muscle court fléchisseur du pouce.

## Deuxième muscle interosseux palmaire
Le deuxième muscle interosseux palmaire est situé entre les deuxième et troisième métacarpiens.Il se fixe sur la face ulnaire du deuxième métacarpien et après un trajet vertical se termine sur la face ulnaire de la base de la phalange proximale de l'index.
Une expansion du tendon terminal contribue à l'aponévrose dorsale de l'index.

## Troisième muscle interosseux palmaire
Le troisième muscle interosseux palmaire est situé entre les troisième et quatrième métacarpiens.Il se fixe sur la face radiale du quatrième métacarpien et après un trajet vertical se termine sur la face radiale de la base de la phalange proximale de l'annulaire.
Une expansion du tendon terminal contribue à l'aponévrose dorsale de l'annulaire.

## Quatrième muscle interosseux palmaire
Le quatrième muscle interosseux palmaire est situé entre les quatrième et cinquième métacarpiens.Il se fixe sur la face radiale du cinquième métacarpien et après un trajet vertical se termine sur la face radiale de la base de la phalange proximale de l'auriculaire.
Une expansion du tendon terminal contribue à l'aponévrose dorsale de l'auriculaire.

## Innervation
Les muscles interosseux palmaires sont innervés par le rameau profond du nerf ulnaire.

## Vascularisation
Les interosseux palmaires sont vascularisés par l'artère métacarpienne palmaire issu de l'arcade palmaire profonde.

## Fonction
Les muscles interosseux palmaires permettent de rapprocher les doigts entre eux, ils sont adducteurs des doigts.

## Anatomie comparée
Le premier muscle interosseux palmaire est absent chez les primates non humains et est probablement un muscle autapomorphe unique au pouce humain (avec le muscle long fléchisseur du pouce) qui a probablement évolué à partir du chef oblique du muscle adducteur du pouce.
Chez les singes africains, le muscle adducteur du pouce est particulièrement bien développé, avec une origine sur le carpe et ses ligaments, et une insertion qui a migré distalement, dans certains cas jusqu'à la phalange distale. L'insertion du premier muscle interosseux palmaire dans le mécanisme d'extension a probablement évolué avec l'utilisation d'outils chez les premiers hominidés. Comme des études d'anatomie comparative du premier muscle interosseux palmaire humain suggèrent fortement que le muscle est dérivé de l'évolution de l'adducteur du pouce, il a été proposé que le premier muscle interosseux palmaire soit désigné par le nom muscle adducteur accessoire du pouce. Le muscle est très probablement une structure de novo. dérivé de l'adducteur du pouce.

## Galerie

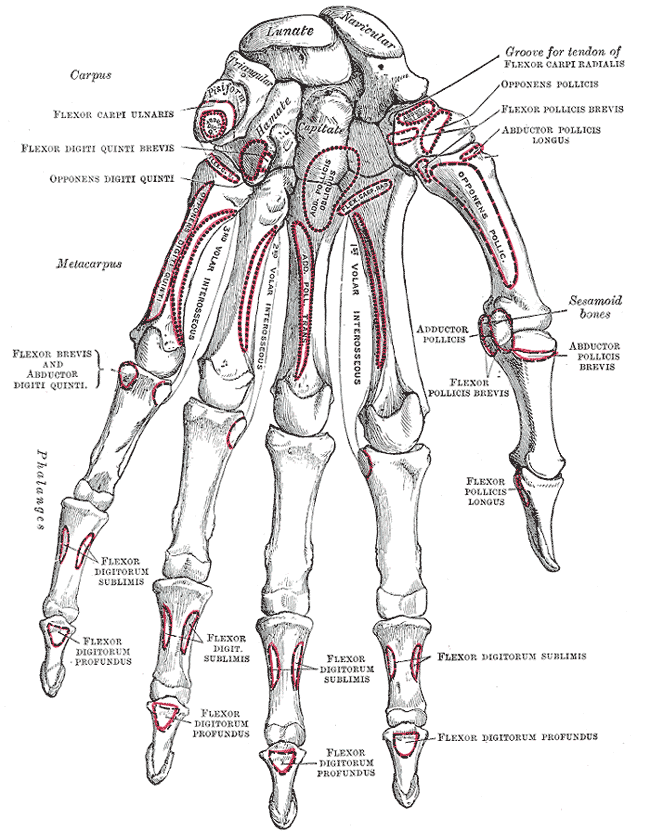
Insertions des muscles interosseux palmaires entre les doigts longs (volar interosseus)